# Bring Det På
Bring Det På, også kaldet BDP er en dansk R&B/Hiphop-gruppe bestående af Simon Sir og Tendai (Simon Louis Egeris Pedersen og Tendai Hanquist Takawira), fra Århus.
Gruppen har samarbejdet med danske Barcode Brothers om bl.a. hittet "Tag Din Telefon" – en hiphop/electronica udgave af hittet "Tele".
Da de var 13 år gamle i 2003 vandt Bring Det På DM i børnerap og er siden blevet kendt landet over med hits som bl.a. "Tag Din Telefon" og "Ring til Politiet".
Bring Det På udgives af PhatPhase, som har samarbejdet med Bring Det På i 3 år.